# 宝源県
宝源県（ほうげん-けん）は中華人民共和国河北省から内モンゴル自治区に存在した県。現在の沽源県及びタイブス旗の一部に相当する。
1948年（民国37年）に沽源県及び宝昌県が統合され成立した。県治は沽源県に設置された。1950年に両県が再分割され宝源県は消滅した。